# Елдрідж-стріт
Елдрідж-стріт (англ. Eldridge Street) — вулиця в Нижньому Іст-Сайді та Чайна-тауні Мангеттена, що тягнеться від Х'юстон-стріт на південь до Східного Бродвею. Спочатку вона називалася Третя вулиця відповідно до системи нумерації Делансі фарм грід, але була названа в 1817 році на честь лейтенанта Джозефа К. Елдріджа, чий підрозділ потрапив у засідку індіанських союзників британців у Верхній Канаді під час війни 1812 року.

## Визначні місця
Синагога на Елдрідж-стріт за адресою Елдрідж-стріт 12 була відкрита в 1887 році і обслуговувала конгрегацію Кахал Адат Джешурун. Це одна з перших синагог у Сполучених Штатах, зведених східноєвропейськими євреями (ашкеназами). Сьогодні синагога є музеєм на вулиці Елдрідж.
На Елдрідж-стріт, 19 жив в свій час Едді Кантор.
На Елдрідж-стріт, 20 була Хук енд Леддер Кампані Ігл № 4 у середині 19 століття. Сьогодні ця будівля, колись двоповерхова, а тепер п’ятиповерхова, є буддійським храмом.